# 줄리오 베루티
줄리오 베루티(Giulio Berruti, 1984년 9월 27일 ~ )는 이탈리아의 배우, 제작자, 치과의사이다. 배우로 일하는 와중에 치의과대 수학을 병행하여 2010년에 졸업하고 2015년 교정 전문의가 되었다.

## 출연 작품

### 영화
- 단지 키스, 맛있는 키스 (2010, Bon Appétit)
- 불완전한 사랑 완전한 섹스 (2012)
- 할리데이 (2014)
- 올 데이 원트 (2015, Tutte lo vogliono)
- Notti magiche (2018)
- 다운힐 (2019)
- 섹스 스캔들 (2021)